# Neon Genesis Evangelion: Girlfriend of Steel 2nd
Neon Genesis Evangelion: Girlfriend of Steel 2nd (新世紀エヴァンゲリオン鋼鉄のガールフレンド 2nd, Shinseiki Evangerion Kōtetsu no Gārufurendo 2nd) est un jeu vidéo de type visual novel sorti en 2003 sur PC et Mac avant d'être porté sur PlayStation 2 en 2005 et sur PlayStation Portable en 2009. Ce jeu adapté de la série d'animation japonaise Neon Genesis Evangelion s'éloigne de la thématique post-apocalyptique très sombre de l’œuvre originale pour proposer une histoire beaucoup plus légère où le joueur contrôle Shinji Ikari dans la version alternative de Tokyo-3 entrevue lors du dernier épisode. Bien que son titre fasse référence au jeu Neon Genesis Evangelion: Girlfriend of Steel, Girlfriend of Steel 2nd ne partage que très peu de point commun avec ce dernier. Il reste inédit hors du Japon.
Girfriend of Steel 2nd a été adapté en manga par Fumino Hayashi sous le nom de Neon Genesis Evangelion: The Iron Maiden 2nd.